# Edward Redfield
Edward Willis Redfield, né à Bridgeville (Delaware) le 18 décembre 1869 et mort le 19 octobre 1965, est un peintre américain, spécialisé surtout dans les paysages. Il est marqué par l'impressionnisme et le post-impressionnisme.